# Julius Erving
Julius Winfield Erving II, známý jako Dr. J (* 22. února 1950, East Meadow, USA) je bývalý americký basketbalista, hvězda NBA týmu Philadelphia 76ers.
Byl jedním z prvních smečařů a výrazně se zasloužil o zpopularizování smeče („dunk“). Čtyřikrát byl oceněn jak nejužitečnější hráč basketbalové ligy (v letech 1974–76 v ABA, v roce 1981 v NBA).

## Kariéra

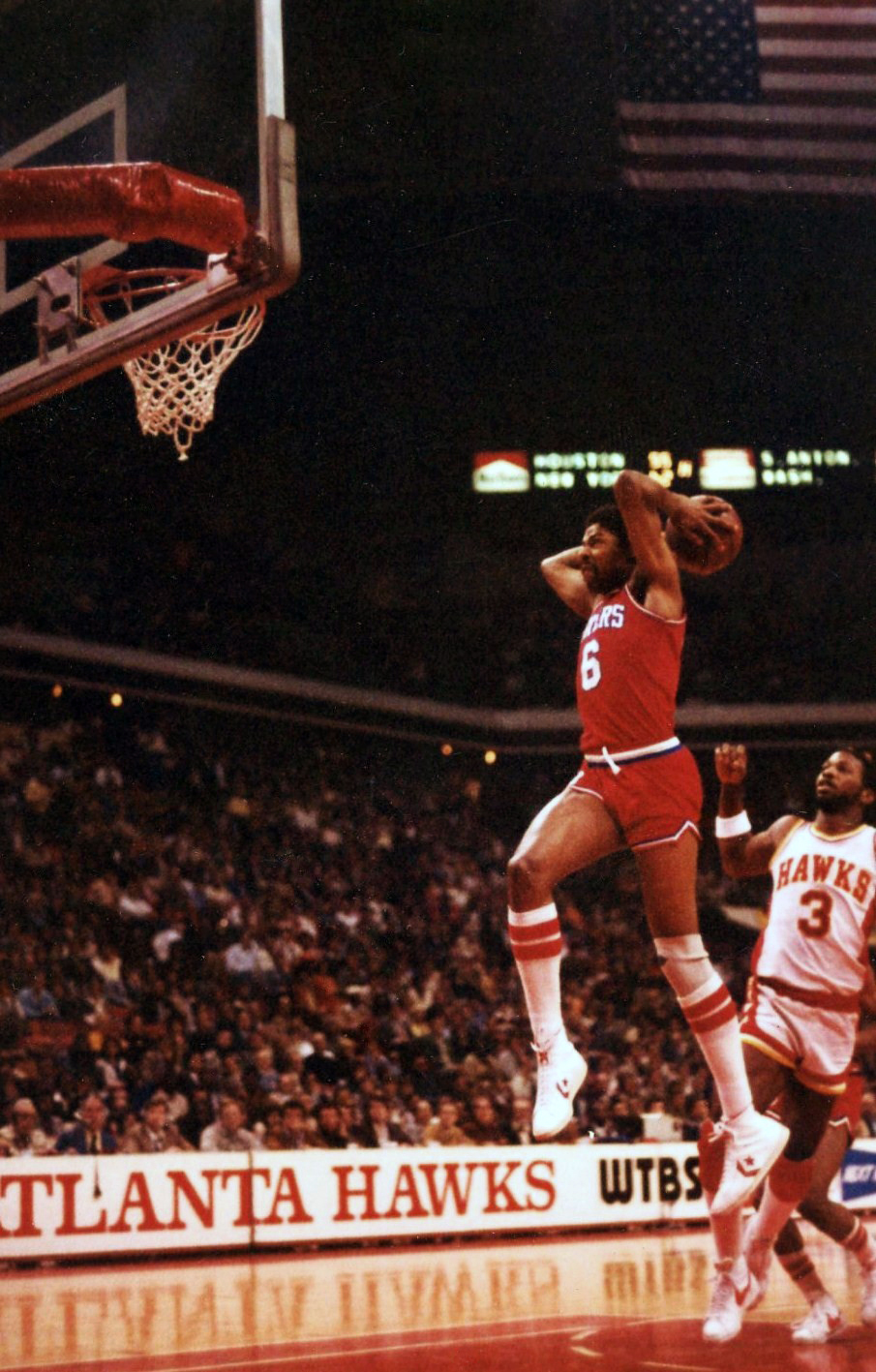
Dr. J smečuje v zápase proti Atlanta Hawks (1981)

- 1971–1973	Virginia Squires (ABA)
- 1973–1976	New York Nets (ABA)
- 1976–1987	Philadelphia 76ers